# Saint-Alban-Auriolles

Saint-Alban-Auriolles este o comună în departamentul Ardèche din sud-estul Franței. În 1 ianuarie 2022 avea o populație de 1.101 de locuitori.